# تمن الجزر
تِمّن الجِزر أو أرز بالجَزر هو طبق من الأطباق العراقية الشهيرة والغنّية بالعناصِر الغذائية المتكاملة ويعد من الوجبات الرئيسية في المطبخ العراقيّ، يُحضر بشكل أساسي من الأرز الأبيض المطبوخ والجَزر واللحم المقطّع المشوح عَلى النار.